# Birsskär (vid Barskärsfjärden, Korpo)
Birsskär är en ö i Finland. Den ligger i Skärgårdshavet och i kommunen Pargas i landskapet Egentliga Finland, i den sydvästra delen av landet. Ön ligger omkring 57 kilometer sydväst om Åbo och omkring 190 kilometer väster om Helsingfors.
Öns area är 12,2 hektar och dess största längd är 0,6 kilometer i sydväst-nordöstlig riktning.